# Pur Brebis de l'Abbaye de Belloc
 (août 2022).
Pour l’article ayant un titre homophone, voir Bellocq.
Cet article concerne le fromage. Pour l'abbaye, voir Abbaye Notre-Dame de Belloc.
Le Pur Brebis de l'Abbaye de Belloc est la marque commerciale française d'un fromage au lait de brebis de la fromagerie de l'abbaye Notre-Dame de Belloc, située à Urt dans le Pays basque français.

## Histoire
En 1875, le père Bastres, prêtre du diocèse de Bayonne, fonde avec quelques confrères la première abbaye bénédictine au Pays basque : Notre-Dame de Belloc. Initialement une simple métairie, les moines se dédient au travail et à la prière, selon la devise de saint Benoît « ora & labora ». Dans les années 1960, Belloc entre pleinement dans le développement agricole et est cité par les organismes agricoles locaux comme « ferme modèle ». Héritiers du savoir-faire des bergers basques et précurseurs en matière de développement économique dans la région[réf. souhaitée], les moines décident en 1959 de transformer eux-mêmes le lait de leurs brebis. Après plusieurs mois d'efforts, d'essais et de collecte de fonds, la fromagerie Ardigasna et le Pur Brebis de l'abbaye de Bel'loc sont nés, ardi gasna, signifiant en basque « fromage de brebis ».
Depuis 1994, les frères bénédictins se sont spécialisés dans l’affinage. Leur empreinte spécifique est de procéder à un affinage doux et long afin d'obtenir une saveur douce et fruitée ainsi que de laisser se développer librement la fleur sur la croûte de leur fromage. Depuis juin 2021, une équipe d’Habitat et Humanisme a pris la relève des frères bénédictins à la fromagerie, qui poursuivent leur mission spirituelle au sein du monastère Ste Scholastique d’Urt à 500 m de l’abbaye. Tout en se donnant la mission de faire perdurer l’héritage des moines bénédictins, le projet de cette association est de créer des activités autour de l'insertion, la formation, le logement et la culture.

## Description du fromage
Le Pur Brebis de l’abbaye de Belloc est une tomme de brebis à pâte pressée non cuite au lait pasteurisé de brebis. Elle se présente sous la forme d'une tome de 25 cm de diamètre, de 11 cm d’épaisseur et de 4 kg environ. Le fromage contient 40 % de matière grasse dans le produit fini et 50 % de matière grasse dans l'extrait sec. La tomme de brebis est commercialisée entre 3 et 10 mois d'affinage selon la saison.

## Galerie

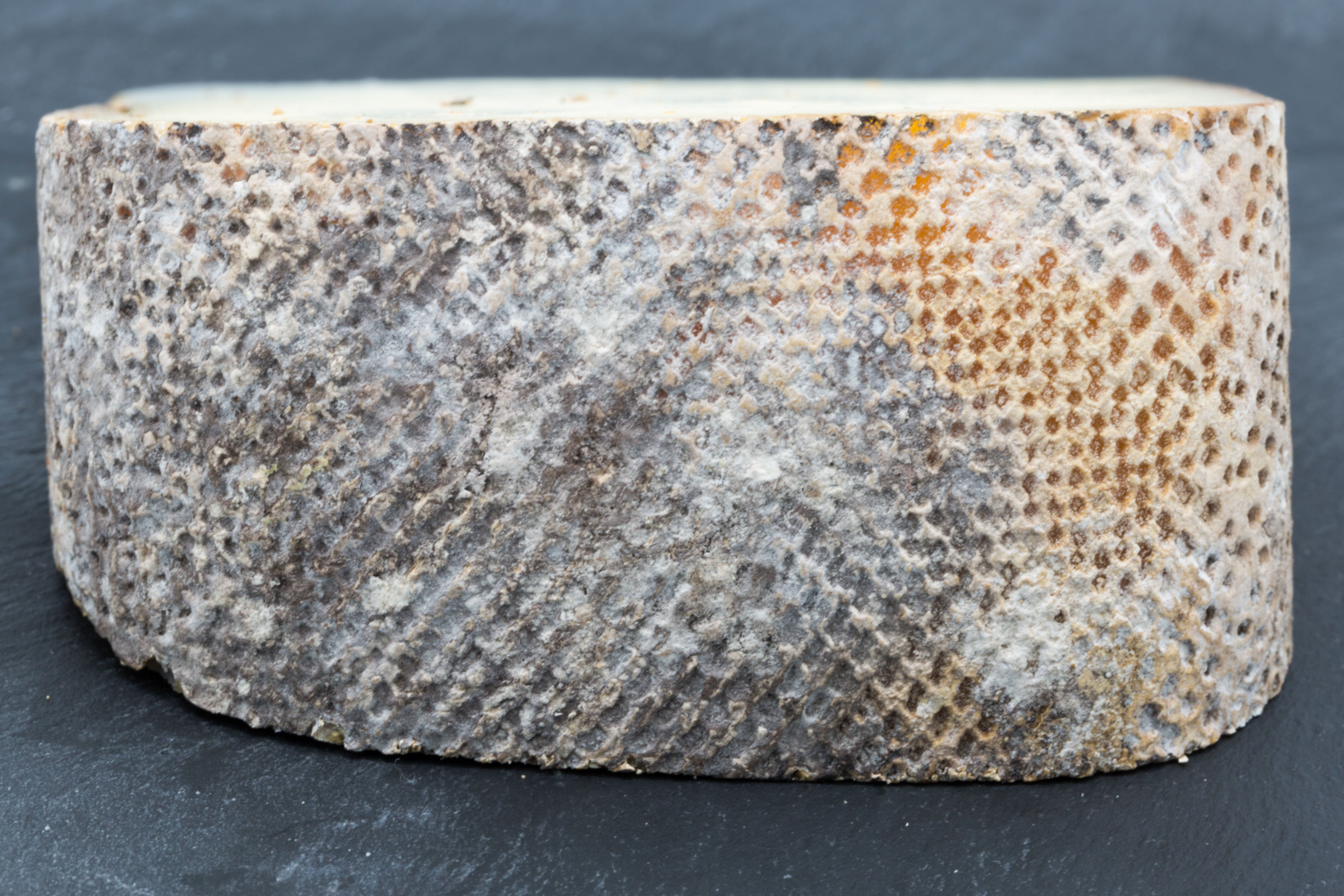
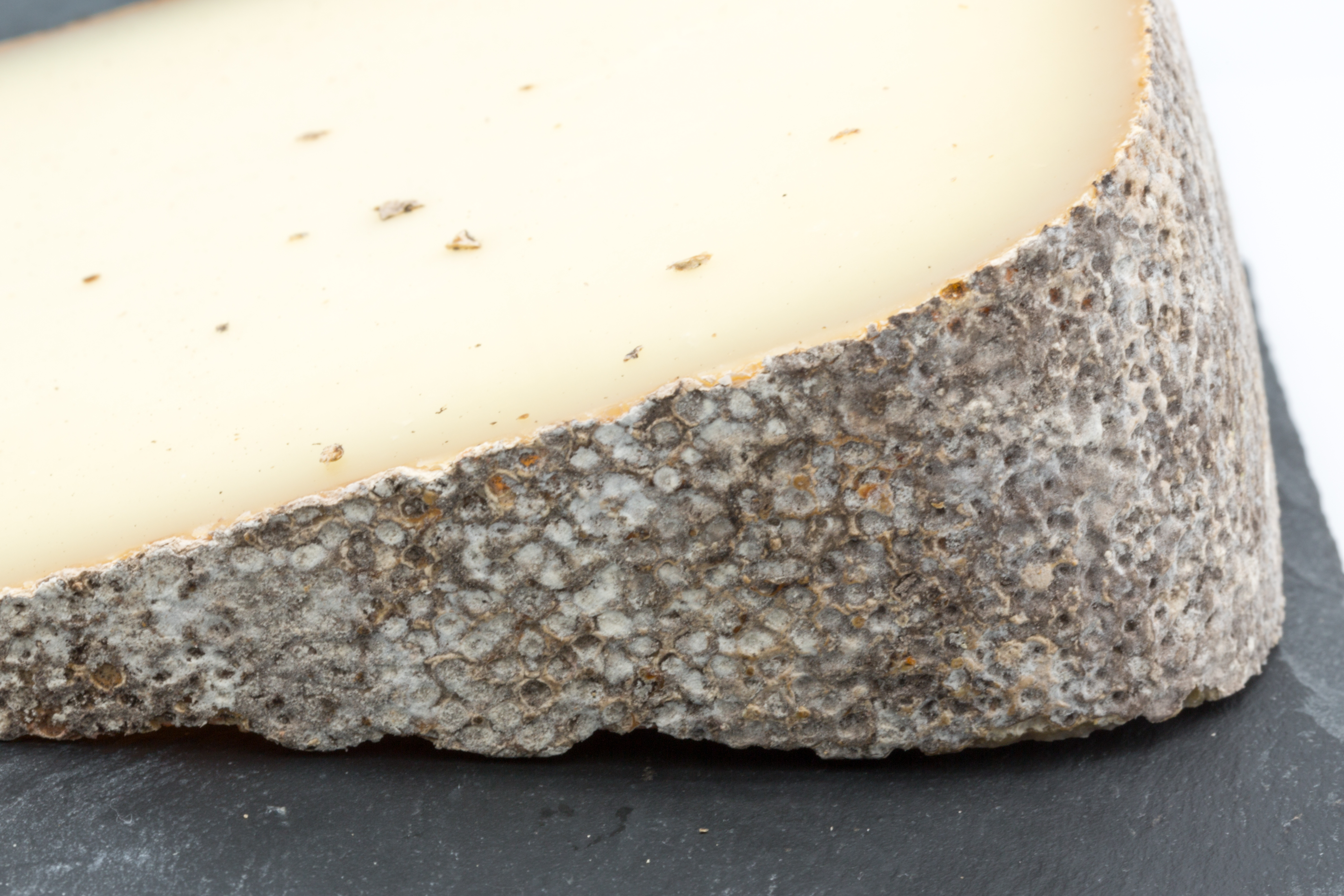
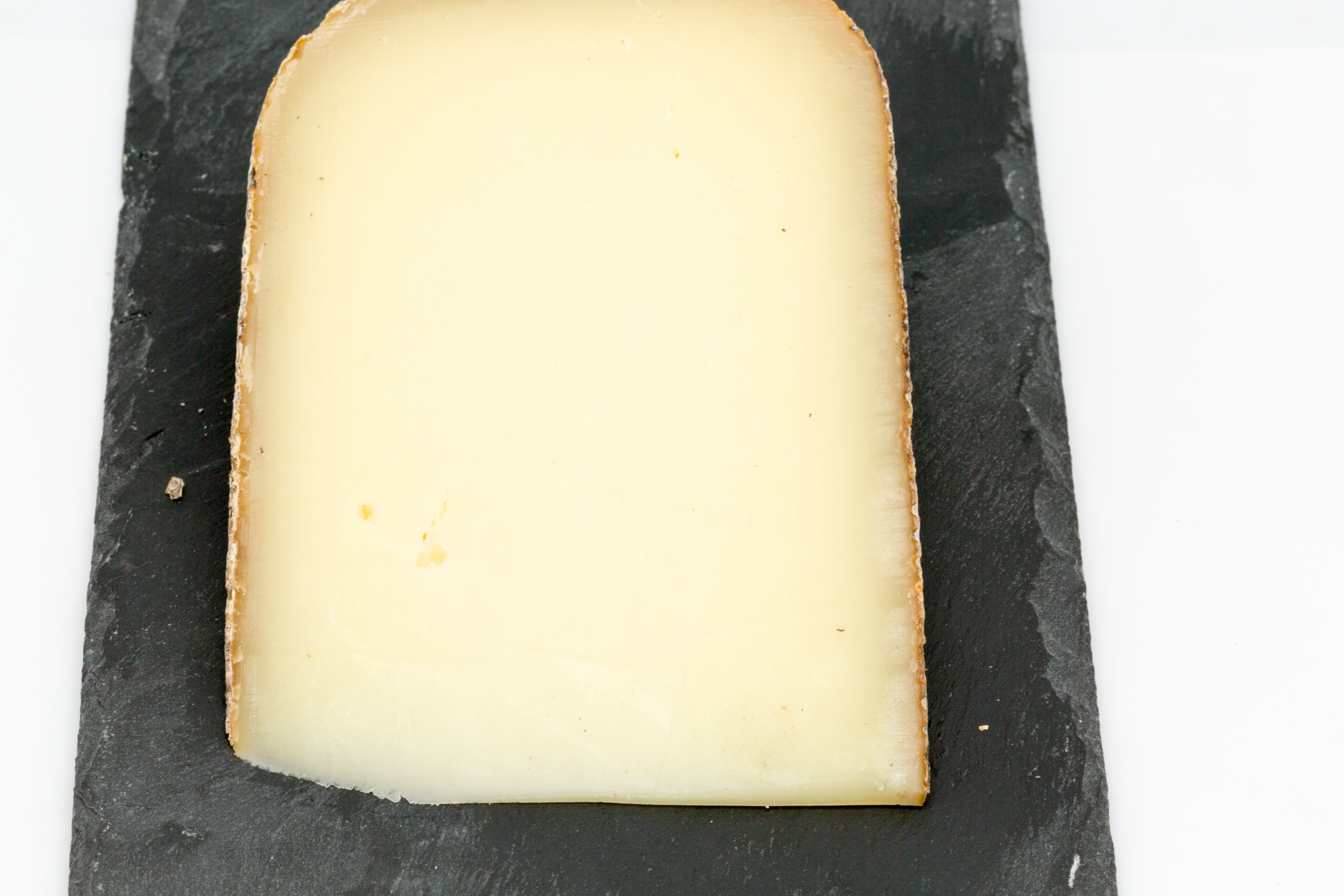

## Nature et provenance des produits agricoles et additifs employés
Les laits de brebis de toutes provenances sont achetés par la communauté de l'abbaye :
- Lait de brebis normalisé et pasteurisé (issus de laits crus réfrigérés du Pays basque, Béarn, Aveyron, Espagne, etc.[3],[4]) ;
- Ferments lactiques ;
- Présure (Chymosine) ;
- Sel ;
- Conservateurs alimentaires : 
  - Lysozyme d’œuf (E1105)
  - Depuis 2020 le fromage ne contient plus d'additifs, sa croute est naturelle et comestible.